# Dòlmens de la Serra de Santa Eulàlia
Els dòlmens de la Serra de Santa Eulàlia, o del Serrat de les Garberes, és un conjunt de dos monuments megalítics del límit dels termes comunals de Fullà i Serdinyà, tots dos de la comarca del Conflent, a la Catalunya del Nord.

## Dolmen 1
El Dolmen 1 és el més septentrional dels dos de la Serra de Santa Eulàlia. És cosa de 300 metres més al nord que el número 2. Les seves coordenades són les exposades en la fitxa tècnica d'aquest article.
Està situat a la mateixa carena de la Serra de Santa Eulàlia, en el lloc on el camí que ressegueix la carena gira cap al nord-est.

## Dolmen 2
El Dolmen 2 és el més meridional dels dos de la Serra de Santa Eulàlia. És cosa de 300 metres més al sud que el número 1. Les seves coordenades són 42° 33′ 56.5″ N, 2° 20′ 47.4″ E / 42.565694°N,2.346500°E, i la seva altitud, 698 m alt.
Està situat a la mateixa carena de la Serra de Santa Eulàlia, actualment en una cruïlla de camins.